# История Магаданской области
История Магаданской области ведёт свой отсчёт с эпохи палеолита, к которой относятся стоянки Дручак-Ветреный, Неглинка (П. 2). В бассейне Колымы в устье реки Малый Сибердик открыта палеолитическая стоянка Сибердик, стоянка Конго находится в устье одноимённой речки. По стоянкам Конго, Сибердик и Малтан выделена сибердиковская культура. К верхнему палеолиту относится стоянка Большой Эльгахчан I. Бифасиальные метательные наконечники со стоянок Большой Эльгакхан и Ушки на Камчатке возрастом 13—14 тыс. л. н., схожи с наконечниками культуры ненана из Волкер Роад на Аляске.
К мезолиту относятся стоянки Аура, Ленчик I, Неглинка, Омчик-2, Омчик-3. Находки в районе озера Малык свидетельствую от том, что люди здесь жили 7 тыс. лет назад. Имеются стоянки эпохи неолита, бронзового и железного веков, древнекорякской культуры. На острове Завьялова обнаружено 8 поселений, относящихся к токаревской культуре (VIII век до н. э. — V век н. э.) и к древнекорякской культуре (V — XVII века). Самые древние стоянки найдены в бухтах Рассвет и Находка. У образцов со стоянки токаревской культуры Ольская на мысе Восточный (Ольский) в 3 км от бывшего посёлка Старая Весёлая определены митохондриальные гаплогруппы G1b и D2a1.
Территория области в XVIII веке, до первых походов русских казаков (Михаила Васильевича Стадухина и других) в Колымский край, была заселена преимущественно ламутами (эвенами), древнейшее население — юкагиры. Редкое туземное население занималось в основном охотой и рыболовством.

### Освоение территории будущей Магаданской области русскими
В 1653 году казаки Михаила Стадухина построили Тауйский острог для сбора ясака пушниной с местного населения. В 1739 году майор Якутского полка Василий Мерлин основал Ямский острог. Построенная в 1753 году, чтобы охранять сухопутное сообщение между Охотском и Камчаткой от нападений «немирных коряков», и для сбора с них ясака, Гижигинская крепость в 1783 году была объявлена городом Гижигинском, центром Гижигинского края, протянувшегося от Охотска до Камчатки. С 1822 года там располагалась Гижигинская команда Якутского городового казачьего полка. Казаки собирали с местного населения ясак пушниной, мамонтовой костью, моржовыми клыками. Для заселения Охотского побережья и Камчатки в XVIII веке туда посылали русских крестьян из Илимска, порой ссыльных. Так, в 1846 году в Тахтоямске проживало 111 русских крестьян — мужчин.
Административное подчинение колымских и чукотских земель неоднократно менялось. Так, в начале XX века почти вся территория будущей Магаданской области, включая Чукотку, входила в состав Приморской области; с 1909 года — в состав возрождённой Камчатской области.

### Магаданская область во время Гражданской войны
24 марта 1918 года состоялись выборы в Гижигинский уездный Совет рабочих, крестьянских и инородческих депутатов. Этим было положено начало созданию первого органа советской власти на территории современной Магаданской области, в деятельности которого отражалась региональная специфика того времени. В силу сложившихся обстоятельств Гижигинский Совет просуществовал всего около четырёх месяцев и смог сделать только то, что ему было отведено на этот период историей. Однако и сегодня, через призму происшедших в стране изменений, можно говорить о том, что он действовал как общедемократический орган власти и проводимыми мероприятиями сумел в короткое время завоевать авторитет большинства местного населения, поддерживавшего до этого существовавший ранее комитет общественной безопасности.
С образованием в январе 1921 года буферной Дальневосточной республики (ДВР), с губернским и уездным делением, — Камчатская область, преобразованная в Камчатскую губернию, была включена в её состав.
В ноябре 1922 года Дальневосточная республика, со всеми входящими в неё административно-территориальными единицами, вошла в состав РСФСР как Дальневосточная область. В январе 1926 года был образован Дальневосточный край с переходом от губернского и уездного деления на окружную и районную систему.
В 1920-е годы с постепенным угасанием Гижигинска население города переселилось в Кушку, которая в 1926 году была переименована в Гижигу.

### Административно-территориальное подчинение Магадана в 1930-е годы
Уезды, реорганизованные в районы — Анадырский, Чукотский и Гижигинский (Пенжинский) — вошли в состав Камчатского, а Ольский — Николаевского-на-Амуре округов. К октябрю 1932 года, то есть к моменту воссоздания Камчатской области в составе Хабаровского края на Колыме начал свою деятельность государственный трест «Дальстрой» — уникальное и постоянно расширяющееся административно-территориальное образование, предтеча Магаданской области.
И если образованный на чукотских землях в декабре 1930 года Чукотский национальный округ формально оставался в составе Камчатской области до мая 1951 года, когда был переподчинён непосредственно Хабаровскому краю, то, фактически, ещё с 1939—1940 годов округ перешёл под юрисдикцию «Дальстроя».
С момента образования Магаданской области путём выделения её из состава Хабаровского края в декабре 1953 года и до июня 1992 года Чукотский национальный округ являлся частью Магаданской области.

### История Колымского края в 1930-е годы
История будущей Магаданской области по существу началась в 1920-х годах — с прибытием на Колыму научных геологоразведочных экспедиций (Валентина Александровича Цареградского, Юрия Александровича Билибина и других), приступивших к разведке золотоносных россыпей.
11 ноября 1931 года за подписью И. В. Сталина было издано Постановление ЦК ВКП(б) «О Колыме», которым было предписано образовать на Колыме «специальный трест с непосредственным подчинением ЦК ВКП(б)». Был создан трест «Дальстрой», который занимался строительством дорог и разработкой месторождений золота. Для этого использовался принудительный труд заключённых. Руководству «Дальстроя» предписывалось уже в 1931 году довести добычу золота до 2 т, в 1932 году — до 10 т, в 1933 году — до 25 т.

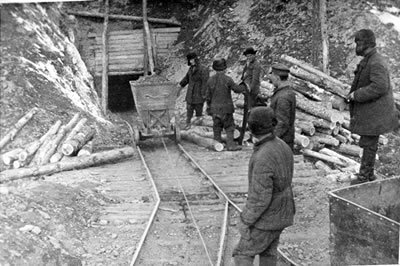
Добыча золота на Колыме, 1934 год

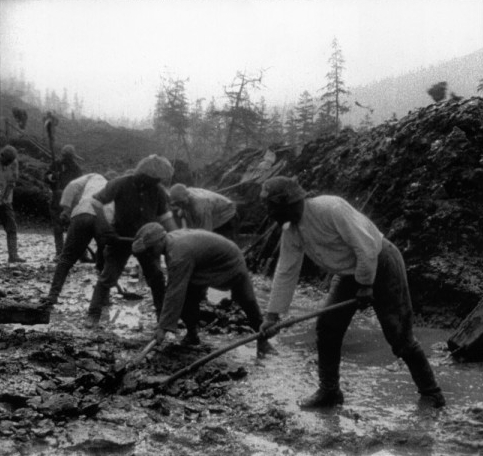
Заключённые на строительстве колымской трассы

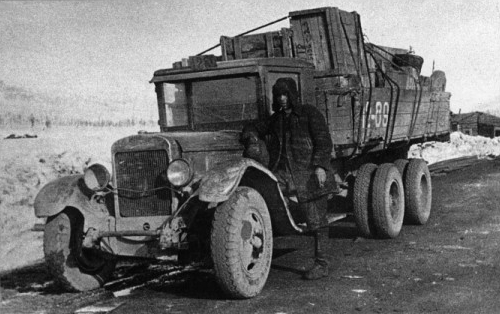
Грузовик ЗИС-6 на колымской трассе, 1938 год

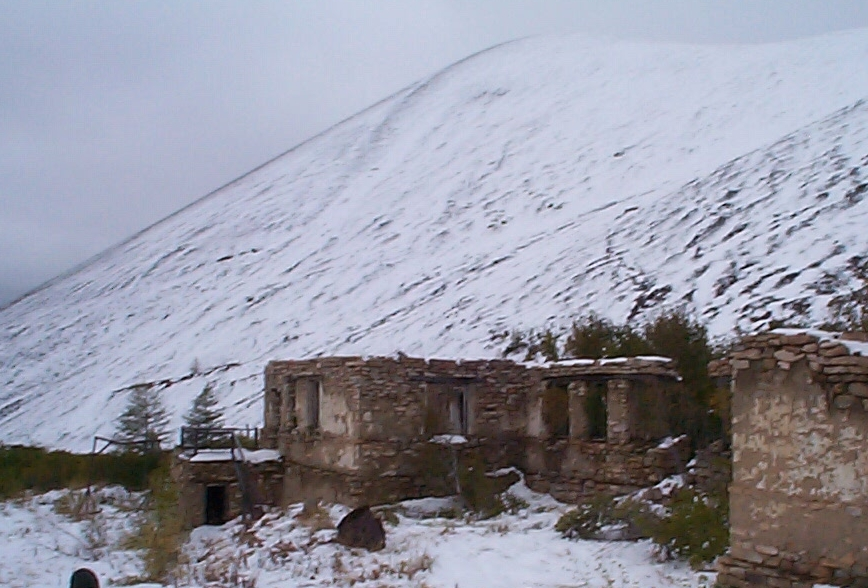
Остатки оловянного рудника в исправительно-трудовом лагере Бутугычаг (Теньлаг)

4 февраля 1932 года не приспособленный для плавания во льдах пароход «Сахалин» прибыл в бухту Нагаева. Дальше его не пустил лёд. На «Сахалине» прибыла группа руководителей треста во главе с первым директором «Дальстроя» Эдуардом Петровичем Берзиным. Пароход доставил и первую группу заключённых. В 1932 году был создан Северо-восточный исправительно-трудовой лагерь.
Горняки и геологи нуждались в продовольствии, оборудовании, а грузы шли бесконечно долго по вьючной Ольской тропе и сплавом по Малтану и Бахапче. Приказ № 1 директора треста был о строительстве дороги от Магадана до Усть-Неры. В декабре 1931 года состоялась неудачная попытка пробиться к Элекчану через снега и таежные дебри на четырех полуторках. Лишь на пятый раз героические усилия увенчались успехом, и тракторная колонна дошла до Элекчана — начала сплава.
В 1932 году Сергей Владимирович Обручев писал: «В долине речки Магадан на просторной и свободной площадке построен… городок Магадан — современная столица побережья».
Летом следующего года сдан в эксплуатацию 50-метровый причал, а 29 декабря 1934 года магаданцы принимали пароход «Уэлен». С его палубы опустили четыре отечественных самолета. На них летчики Д. Н. Тарасов, М. С. Сергеев, Н. С. Снежков совершали поистине героические вылеты — от ледовых разведок до длительных тысячекилометровых полетов без карт.
В том же году открылся техникум для подготовки горнопромышленных, сельскохозяйственных и педагогических кадров. Появились своя постоянная газета «Советская Колыма», издательство, музей.
В 1936 году была установлена радиосвязь с «большой землёй». Магаданцы услышали голос московского диктора. «На шестой год работы, — писал Э. П. Берзин в журнале „Колыма“, — „Дальстрой“ снова удваивает добычу и по своему удельному весу займет место, равное нескольким крупным трестам золотопромышленности Союза».
К концу 1930-х годов Колымский край стал местом расположения лагерей ГУЛАГа, условия жизни и работы в которых были невыносимыми. Десятки тысяч заключённых, значительную часть которых составляли безвинные жертвы «Большого террора» 1937-38 годов, были заняты на работах по добыче золота и массово умирали от голода, холода, непосильного труда. Кроме этого, тысячи заключенных в 1937-38 годах были расстреляны по решению тройки НКВД. Также были репрессированы по сфабрикованным обвинениям первый директор «Дальстроя» Берзин, инициатор всех издательских начинаний в Магадане Роберт Августович Апин, журналист Алексей Евграфович Костерин, писатель Исаак Ефимович Гехтман, руководители заводов, управлений.  Зловещая репутация Колымы побудила Александра Солженицына назвать её в своей книге «Архипелаг ГУЛАГ» «полюсом холода и жестокости» в системе ГУЛАГа.
14 июля 1939 г. рабочий посёлок Магадан был преобразован в город. Эту дату принято считать годом рождения Магадана, хотя он был заложен десятью годами раньше.

### Магаданская область в годы Великой Отечественной войны
Начавшаяся Великая Отечественная война нарушила мирные планы северян. Однако, оставаясь глубоко тыловым городом, Магадан, столица Колымы, успешно справлялся со всеми поставленными перед ним задачами, и вся его жизнь на протяжении почти четырёх лет борьбы с фашизмом проходила под лозунгом «Все для фронта, все для победы», который был выдвинут на митинге уже вечером 22 июня 1941 г.
В годы Великой Отечественной войны продолжалось интенсивное промышленное освоение края, много продукции промкомбинаты готовили для фронта, более 60 колымчан воевали на боевых машинах, приобретённых на свои личные средства, собирали теплую одежду для фронта, организовывались воскресники, средства от которых вносились в фонд обороны.

### Магаданская область в послевоенные годы
После войны колымчане восстанавливали хозяйство, создавались научно-исследовательские институты (по изучению флоры и фауны, рыбных ресурсов, рудных ресурсов), открывались новые дома культуры, библиотеки, театр, кинотеатр. Именно тогда оформился центр города с красивыми зданиями по улицам Ленина, Портовой, Горького, Пушкина, отразившими влияние ленинградской школы.
В 1947 году был образован первый государственный заповедник в Магаданской области.
После смерти Сталина в 1953 году заключённые на Колыме стали постепенно замещаться рабочими и специалистами из других регионов страны, привлекаемыми экономическими, а не репрессивными методами (более высокой зарплатой, льготами).
3 декабря 1953 года Президиум Верховного Совета ССР издал указ «Об образовании Магаданской области». В состав области были включены: город Магадан, Среднеканский, Ольский, Северо-Эвенский, Сусуманский, Тенькинский, Ягоднинский районы и Чукотский национальный округ. 26 апреля 1954 года Верховный Совет СССР утвердил создание Магаданской области. Магадан стал административным, экономическим, научным и культурным центром. Быстро менялся внешний вид города-лагеря. Транзитные городки не вмещали возвращавшихся на материк тысячи освобождённых заключённых. Ликвидировались лагерные пункты, сносились бараки. В 1953 году принял учащихся в красивом здании горно-геологический техникум (архитектор П. Н. Андрикамнс, конструктор В. А. Илларионов). В 1954 году началось регулярное воздушное сообщение Магадан-Москва (на самолёте Ил-12 полёт длился 48 часов.). Прекрасным подарком для жителей города стал Дворец спорта (авторы проекта А. В. Машинский, С. М. Курдубов, Г. П. Малсчкин) — уникальное сооружение, гармонично вписавшееся в ансамбль парка. Открытие его состоялось 15 июля 1954 г. Через три года в области засветились экраны телевизоров, принявшие сигналы любительской студии телевидения.
В 1955 году открылась областная больница (на базе городской).
12 декабря 1964 года Указом Президиума Верховного Совета РСФСР рабочий посёлок Сусуман Сусуманского сельского района Магаданской области преобразован в город районного подчинения.
20 марта 1971 года было официально начато возведение посёлка гидростроителей Синегорье. С 1970-х—1980-х годов строилась Колымская ГЭС. Официально её строительство было завершено 25 октября 2007 года.
16 июля 1992 года Чукотский автономный округ вышел из состава Магаданской области.